# Balada lui Janek Wiśniewski

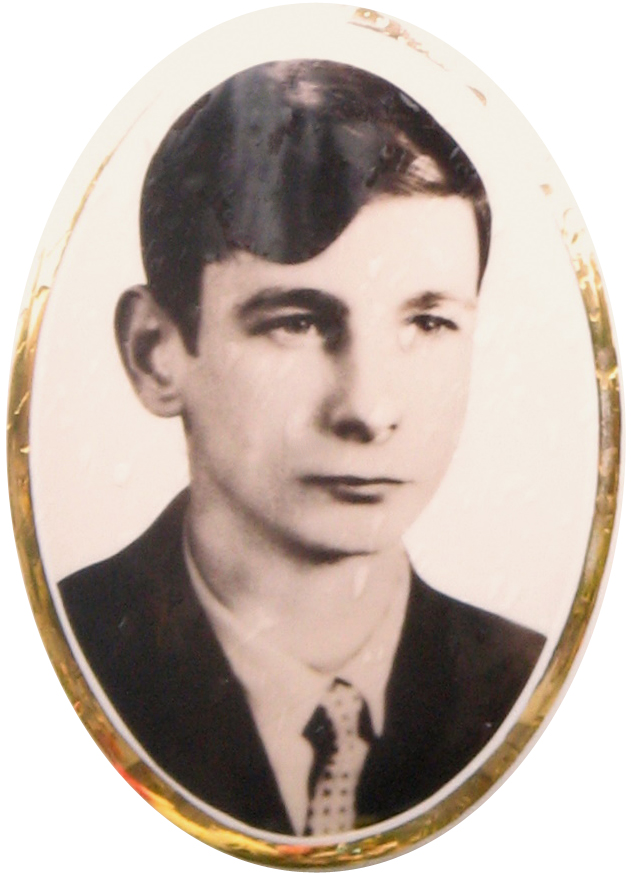
Fotografia medalion de pe monumentul funerar al lui Zbyszek Godlewski

Balada lui Janek Wiśniewski (în poloneză Ballada o Janku Wiśniewskim) este o baladă care relatează împușcarea la Gdynia la 17 decembrie 1970 a tânărului Zbyszek Godlewski, în cadrul protestelor din decembrie 1970 din Polonia.
Autorul textului (considerat de multe ori ca fiind anonim) este Krzysztof Dowgiałło, muzica a fost compusă în anul 1980 de Mieczysław Cholewa, care, după cum s-a dovedit ulterior, a fost un colaborator secret al SB.

## Conținut

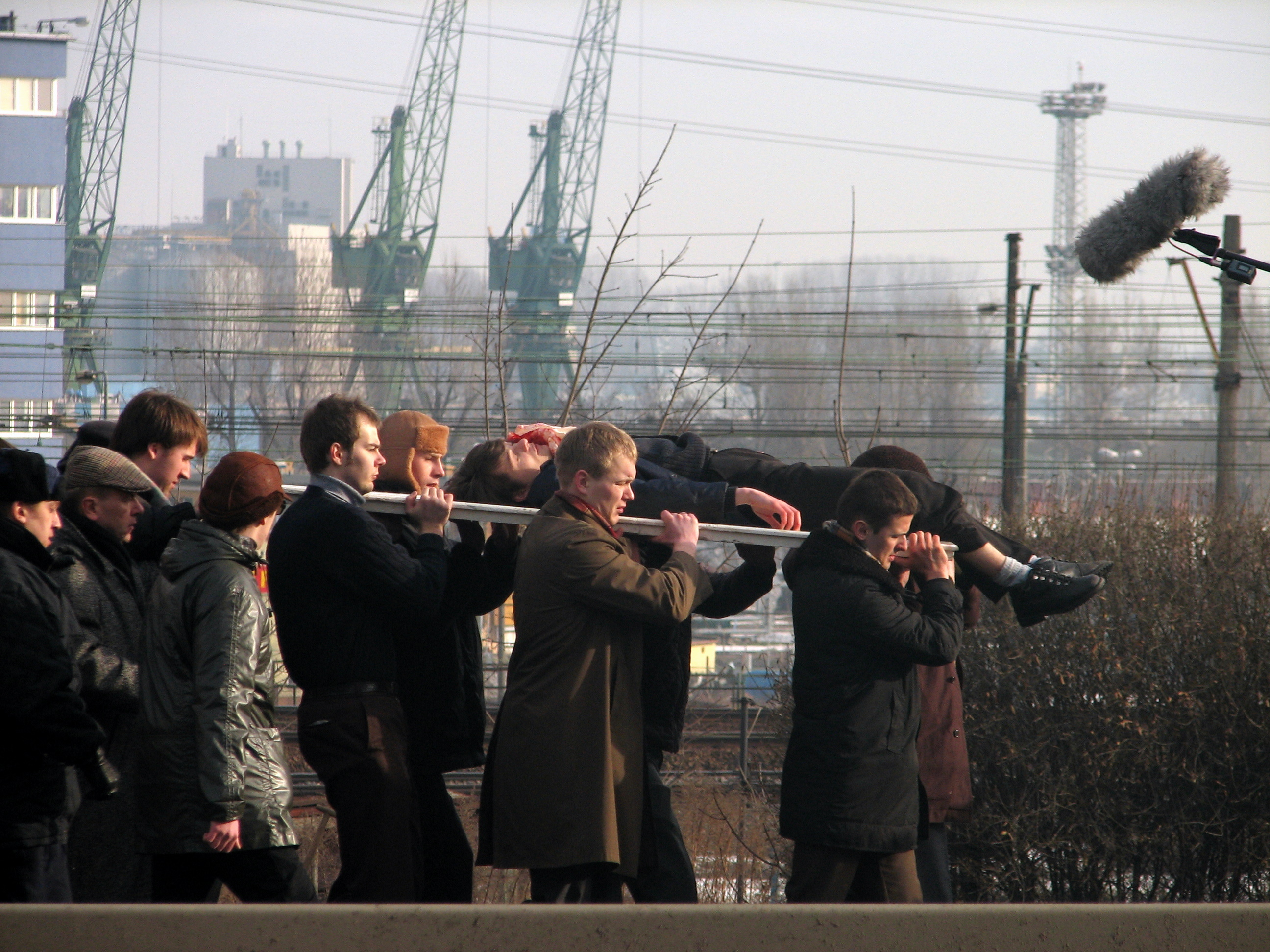
Reconstituirea marşului cu trupul lui Janek Wiśniewski în filmul Czarny czwartek

Balada se referă la împușcarea mortală a unui băiat la 17 decembrie 1970. În dimineața acelei zile, muncitorilor de la Șantierul Naval Gdynia care participaseră la grevă nu li s-a permis să intre în tură.
Janek Wiśniewski nu este o figură istorică, ci este vorba de Zbigniew Godlewski, împușcat în timpul altercațiilor care au avut loc în zona stației de tren de la Șantierul Naval Gdynia. După acest incident, protestatarii au pus corpul său neînsuflețit pe o ușă și au mărșăluit pe mai multe străzi din Gdynia: din capătul străzii Czerwonych Kosynierów (azi strada Morska), pe sub pasarela gării Gdynia Główna, pe strada Dworcową, strada 10 Februarie și strada Świętojańską și în fața Consiliului Local de pe strada Czołgistów (azi Aleea Mareșal Józef Piłsudski). 
Citat:

Chłopcy z Grabówka, chłopcy z Chyloni

Dzisiaj milicja użyła broni

Dzielnieśmy stali, celnie rzucali

Janek Wiśniewski padł

...

Nie płaczcie matki, to nie na darmo

Nad stocznią sztandar z czarną kokardą

Za chleb i wolność, i nową Polskę

Janek Wiśniewski padł